# Astragalus ehrenbergii
Astragalus ehrenbergii es una especie de planta del género Astragalus, de la familia de las leguminosas, orden Fabales.

## Distribución
Astragalus ehrenbergii se distribuye por Líbano, Siria y Jordania.

## Taxonomía
Fue descrita científicamente por Bunge. Fue publicado en Mémoires de l'Academie Imperiale des Sciences de Saint Petersbourg. Ser. 7. 11(16): 61 (1868).